# Крапивниковые
Крапи́вниковые (лат. Troglodytidae) — семейство мелких и среднего размера воробьинообразных птиц, обитающих, за исключением одного вида, в Новом Свете. Включает в себя 19 родов и 96 видов. Подвижные птицы, выделяются плотным телосложением, полосатым оперением крыльев и часто коротким, поднятым вверх хвостом. Своё научное название получили в честь троглодитов — первобытных пещерных людей, поскольку многие виды строят свои гнёзда в виде тёмных шарообразных домиков, чем-то напоминающих пещеры. Часть видов, в особенности обитающих в тропическом поясе, в настоящее время изучена недостаточно.

## Общая характеристика

### Описание
Мелкие или среднего размера птицы, подвижные. Самым маленьким представителем семейства следует считать травяного короткоклювого крапивника (Cistothorus platensis), обитающего в Северной и Южной Америке — длина взрослой птицы составляет около 9 см, а масса 7 г. Самый крупный вид — большой кактусовый крапивник (Campylorhynchus chiapensis) длиной около 22 см и массой 57 г — обитает в субтропических и тропических лесах Мексики. Оперение мягкое и пушистое, неяркое — как правило, коричневато-каштановое с более светлым брюшком, иногда с присутствием оттенков белого или чёрного. Практически у всех крапивниковых маховые перья крыльев и рулевые перья хвоста имеют хорошо заметные поперечные полосы, что выделяет их среди других воробьинообразных птиц. Крылья относительно короткие, закруглённые, имеют 10 маховых перьев, последнее из которых иногда сильно редуцировано. Хвост обычно закруглённый, короткий, хотя у некоторых зубчатоклювых и кактусовых крапивников он может достигать половины длины тела. Рулевых перьев 12; исключение — кубинский (Ferminia cerverai), тонкоклювый (Hylorchilus sumichrasti) и горный (Thryorchilus browni) крапивники, у которых рулевых перьев 10. Птицы часто поднимают хвост столбиком, что также является одним из отличительных признаков семейства. Клюв чаще всего тонкий и во многих случаях заметно загнут вниз, однако его форма может значительно различаться у разных видов например, у певчего толстоклювого крапивника (Cyphorhinus phaeocephalus) он выглядит сильным и массивным. Половой диморфизм ни у одного вида не выражен, то есть самцы и самки видимых различий между собой не имеют. Молодые птицы лишь в отдельных случаях заметно отличаются от взрослых.

### Распространение
Все без исключения виды обитают в Америке, и только один из них — обыкновенный крапивник (Troglodytes troglodytes) — также гнездится и в Старом Свете — на обширной территории Евразии (в том числе и в Российской Федерации) и на северо-западе Африки. Наибольшее биоразнообразие видов в семействе отмечено в Центральной и на севере Южной Америки — например, в Колумбии обитает 30 видов крапивниковых, в небольшой по площади Коста-Рике 22 вида. Севернее Мексики разнообразие пернатых значительно падает — на территории США их насчитывается 10 видов, а в Канаде только 8. Также лишь немногие виды распространены в бассейне реки Амазонки. Напротив, в горной местности — в частности, в Андах, количество разновидностей резко возрастает, что объясняется большим многообразием природных ландшафтов на разных высотах и с разными уровнями влажности.
Биотопы и климатические условия у отдельных видов могут заметно отличаться друг от друга. Места обитаний кустарниковых крапивников, к которым относится большинство видов, так или иначе связаны с густым подлеском — зарослями кустарника, лесными опушками с густой растительностью, заросшими берегами рек, вырубками. Зубчатоклювые крапивники обитают среди густой листвы тропической листвы Южной Америки. Каштановые крапивники обычно гнездятся во влажных тропических лесах с богатой лесной подстилкой на высоте 1500-3500 м над уровнем моря. С влажным тропическим лесом связаны и толстоклювые крапивники, однако у них два из трёх видов предпочитают низинные районы высотой до 1000 м над уровнем моря. В похожих условиях живут и крапивники-флейтисты. Места обитаний короткоклювых крапивников варьируют от заболоченных территорий со стоячей водой до полузасушливых степей. Крайне требовательны к среде обитания тонкоклювые крапивники — их можно увидеть лишь в лесистых районах с открытыми известняковыми породами. Кубинский крапивник (Ferminia cerverai), относящийся к монотипичному роду, обитает лишь на болотистых лугах с зарослями меч-травы (Cladium jarnaicense). Особую нишу занимают некоторые виды кактусовых крапивников — их территория включает в себя территории с засушливым климатом — пустыни, полупустыни и безводные склоны гор.

### Поведение
Как правило, крапивниковые — довольно скрытные и осторожные птицы, их трудно увидеть и ещё труднее застать врасплох. Они большую часть времени проводят в густой траве и при малейшей опасности исчезают. В особенности, это характерно для крапивников-флейтистов, и в частности для соловьиного крапивника-флейтиста (Microcerculus marginatus). Однако бывают и исключения — например, кактусовые крапивники ведут себя непринуждённо и открыто. Тем не менее, несмотря на свою скрытность, многие птицы в брачный период громко поют, тем самым помечая территорию. Так, по характерному пению в середине весны можно легко обнаружить обыкновенного крапивника, восседающего на высоком пне или ветке дерева. У кактусовых и кустарниковых крапивников иногда можно услышать совместное пение самца и самки.
Общественное поведение несколько различается у разных видов. Каштановые и зубчатоклювые крапивники живут стайками, часто вместе с другими птицами. То же самое можно сказать и о пестрогорлом кустарниковом крапивнике (Thryothorus thoracicus), которого часто можно увидеть в компании муравьеловок (Thamnophilidae). Однако другие виды — в особенности те, что обитают в более умеренном климате, ведут себя обособленно, встречаясь поодиночке либо парами. К последним относится и обыкновенный крапивник — несмотря на свои незначительные размеры, он охраняет от других птиц довольно значительную территорию вокруг гнезда.

### Размножение

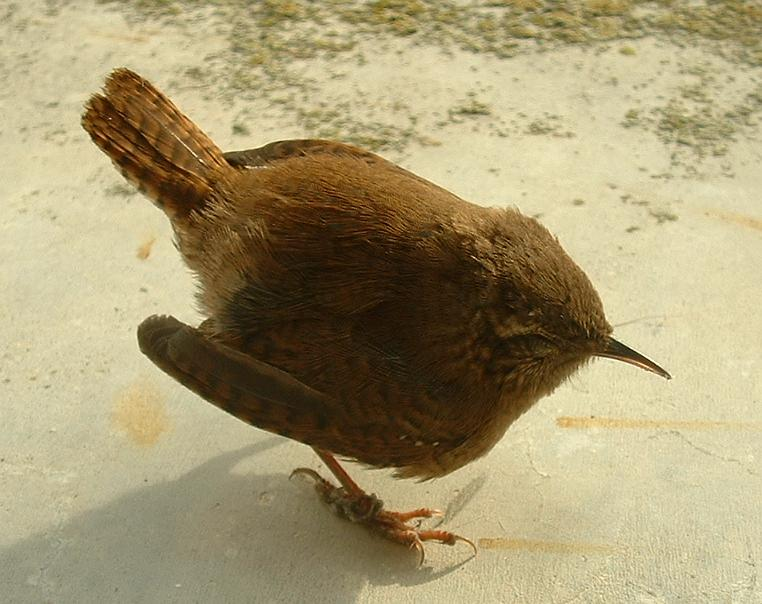
Обыкновенный крапивник — единственный в семействе вид, обитающий в Евразии в том числе и на территории России

Одной из особенностей многих видов крапивниковых в гнездовой период является их стремление к строительству многочисленных гнёзд, которые они часто используют лишь для ночлега. Примером такого поведения можно назвать короткоклювых крапивников, и в частности болотного крапивника (Cistothorus palustris), который за сезон в состоянии построить до 20 гнёзд. Обыкновенный крапивник также строит несколько (до восьми) гнёзд, из которых впоследствии только одно будет использовано для размножения. У кактусовых крапивников едва подросшие птенцы уже сами начинают строить свои собственные гнёзда, хотя половая зрелость у них наступает гораздо позже. Обычно строительством занимается самец, в то время как самка выбирает место для кладки и занимается обустройством гнезда. Гнёзда обычно представляют собой шарообразную постройку с боковым входом вовнутрь.
Ещё одна редко встречающаяся у воробьинообразных птиц характеристика семейства в целом — полигамия в виде полигинии, когда на одного самца приходится сразу несколько самок, либо полиандрии, когда за одной самкой ухаживает сразу несколько самцов. Наконец, у некоторых видов в семействе сильно развито коммунальное гнездование, когда птицы, непосредственно не участвующие в размножении, тем не менее охраняют гнездовые территории от хищников и других птиц, а также ухаживают за потомством. В большой степени это относится к тропическим видам кактусовых крапивников — например, у полосчатого кактусового крапивника число «помощников» может достигать 12 особей, которые, как правило, являются прямыми потомками самца или самки из предыдущих кладок. Также замечено, что количество кладок в сезон напрямую зависит от наличия «помощников»: при их отсутствии вероятность второй кладки значительно снижается.

### Питание
Рацион питания большинства видов, главным образом обитающих в тропиках, в настоящее время изучен крайне мало. У видов, биология которых более-менее известна, основу питания составляют различные членистоногие, однако и эти данные могут быть получены в определённых районах и в определённый сезон, что не может представлять картину в целом.

## Классификация
В состав семейства включают 19 родов:
- Campylorhynchus — Кактусовые крапивники (15 видов)
- Cantorchilus (12 видов)
- Catherpes (1 вид)
  - Catherpes mexicanus — Каньонный длинноклювый крапивник
- Cinnycerthia — Каштановые крапивники (4 вида)
- Cistothorus — Короткоклювые крапивники (5 видов)
- Cyphorhinus — Толстоклювые крапивники (4 вида)
- Ferminia — Кубинские крапивники (1 вид)
- Henicorhina — Лесные крапивники (5 видов)
- Hylorchilus — Тонкоклювые крапивники (2 вида)
- Microcerculus — Крапивники-флейтисты (4 вида)
- Odontorchilus — Зубчатоклювые крапивники (2 вида)
- Pheugopedius (13 видов)
- Salpinctes — Длинноклювые крапивники (1 вид)
- Thryomanes — Длиннохвостые крапивники (1 вид)
- Thryophilus (5 видов)
- Thryorchilus (1 вид)
- Thryothorus — Кустарниковые крапивники (1 вид)
- Troglodytes — Настоящие крапивники (18 видов)
- Uropsila — Белобрюхие крапивники (1 вид)